# Özgür Özdemir
Özgür Özdemir (* 10. Januar 1995 in Frankfurt am Main) ist ein türkisch-deutscher Fußballspieler.

## Karriere
Özdemir begann seine Karriere in seiner Heimatstadt beim FSV Frankfurt. 2009 wechselte er zum Stadtrivalen Eintracht Frankfurt. Im Sommer 2014 wechselte er zum Zweitligisten 1. FC Nürnberg. Beim Club kam er aber nur in der Regionalliga zum Einsatz.
Zur Saison 2016/17 wechselte Özdemir zum österreichischen Bundesligisten SV Ried. Sein Debüt in der Bundesliga gab er am ersten Spieltag der Saison 2016/17 gegen den SK Rapid Wien.
Nach dem Abstieg aus der Bundesliga kehrte er zur Saison 2017/18 nach Deutschland zurück, wo er zum Drittligisten SG Sonnenhof Großaspach wechselte, bei dem er einen bis Juni 2019 gültigen Vertrag erhielt.
Der Vertrag wurde vorzeitig aufgelöst und Özdemir unterschrieb beim 1. FC Kaiserslautern bis 2021. Özdemir wechselte bereits nach einer Saison in Kaiserslautern in die Türkei zu Adanaspor. Dort kam er in der Folge zu fünf Liga- und zwei Pokalesinätzen, bevor sein Vertrag bereits Mitte Januar 2020 wieder aufgelöst wurde. Im Sommer 2020 schloss er sich seinem Ex-Klub Großaspach an, der zuvor in die Regionalliga Südwest abgestiegen war. Im Sommer 2021 wechselte er zum türkischen Drittligisten Turgutluspor.